# Гантер-Крік (Аризона)
Гантер-Крік (англ. Hunter Creek) — переписна місцевість (CDP) в США, в окрузі Гіла штату Аризона. Населення — 51 особа (2020).

## Географія
Гантер-Крік розташований за координатами 34°18′19″ пн. ш. 111°1′3″ зх. д. / 34.30528° пн. ш. 111.01750° зх. д. (34.305181, -111.017477).  За даними Бюро перепису населення США в 2010 році переписна місцевість мала площу 5,69 км², з яких 5,69 км² — суходіл та 0,00 км² — водойми.

## Демографія
Згідно з переписом 2010 року, у переписній місцевості мешкало 48 осіб у 21 домогосподарстві у складі 19 родин. Густота населення становила 8 осіб/км².  Було 111 помешкання (19/км²).
Расовий склад населення:
| - 100,0 % — білих |

До двох чи більше рас належало 0,0 %. Частка іспаномовних становила 2,1 % від усіх жителів.
За віковим діапазоном населення розподілялося таким чином: 10,4 % — особи молодші 18 років, 50,0 % — особи у віці 18—64 років, 39,6 % — особи у віці 65 років та старші. Медіана віку мешканця становила 61,0 року. На 100 осіб жіночої статі у переписній місцевості припадало 92,0 чоловіків;  на 100 жінок у віці від 18 років та старших — 87,0 чоловіків також старших 18 років.
Цивільне працевлаштоване населення становило 0 осіб. 